# Riko (podjetje)
Riko je slovensko gradbeno podjetje s sedežem v Ljubljani.
Je del skupine Riko. Ima med 100 in 149 zaposlenih. Ustanovil ga je Janez Škrabec, ki je tudi njegov direktor in polovični lastnik. Svoja predstavništva ima v Zagrebu, Minsku, Kijevu, Skopju, Londonu in Toulousu.
Janez Škrabec je zaščitil ime Riko, zaradi česar je bil deležen kritike, saj sta v Ribnici poleg njegovega podjetja Riko Hiše delovali še dve podjetji z besedo Riko v svojem imenu in sta imeli s bivšim Rikom, ribniško kovinsko industrijo, veliko več skupnega.
V Ribnici deluje še kovinarsko podjetje Riko Ribnica, ki nima veze z Janezom Škrabcem. Prej se je imenovalo R-PIM, ustanovljeno je bilo leta 1993 in je nadaljevalo proizvodnjo cestne mehanizacije svojega predhodnika. Leta 1996 je dobilo zdajšnje ime, ko je odkupilo pravico do uporabe imena bivšega podjetja.
Oboji so po nekdanjem Riku prevzeli logotip.

## Zgodovina ribniškega Rika

### Delavnice Jakoba Oražma in nacionalizacija
Jakob Oražem je leta 1881 (po drugem viru 1874) odprl svojo delavnico ključavničarske in kovinske obrti na Veliki mlaki v Ribnici. Po več kot dvajsetih letih je s sinovi ustanovil podjetje Tvornica telovadnega orodja Jakob Oražem (JOR), ki je leta 1915 zgorela. Po razpadu Avstro-ogrske je Oražem delavnice obnovil in bil nekaj časa edini tovrstni proizvajalec v Jugoslaviji. Delal je tudi za vojsko in mornarico. Kasneje je začel izdelovati še smučarsko opremo. Podjetje je poslovalo do nacionalizacije leta 1948. Novo podjetje se je imenovalo Planica-Šport. Kasneje se je pripojilo h kmetijski zadrugi Ribnica kot obrat z nazivom Zadružno industrijsko kovinsko podjetje Ribnica.

### Ribniški Riko
Ribniški Riko je bil ustanovljen 1. januarja 1955, ko se je prej omenjeni obrat odcepil.

#### 60. leta
Konec šestdesetih let je bil skoraj brez dobička, zaposloval pa je 100 ljudi. Tam kovinarstvo ni moglo tekmovati z lesarstvom in gozdarstvom. Kasneje je proizvajal snežne pluge, gradbena dvigala, silose za beton, ogrodja za transformatorje, posipalce proti poledici, samokolnice in drugo. Imel je 200 zaposlenih.

#### 70. leta
Na začetku sedemdesetih je proizvajal snežno mehanizacijo, letalsko opremo (prodajali na Madžarsko, Hrvaško in Zahodno Nemčijo za Lufthanso) ter dele za cestni in letalski kontejnerski promet. Leta 1972 je sindikalna organizacija v tem podjetju sprejela sklep, da si morajo dolgolasi moški ostriči lase. Istega leta je Riko ustanovil Idealstandard, obrat za izdelavo peči za centralno ogrevanje. Z izvozom polovice izdelanega v Nemčijo so si želeli zagotoviti sredstva za uvoz določenih delov, ki so jih še potrebovali. Leta 1973 je Riko imel 224 zaposlenih. Bil je edini proizvajalec stiskalnic za železo in papir v Jugoslaviji.

#### 80. leta
V osemdesetih je Riko proizvajal opremo in mehanizacijo za čiščenje snega (petina proizvodnje), letališča (desetina proizvodnje), kmetijstvo (petina proizvodnje) in rudarstvo ter stiskalnice za železo, papir in druge sekundarne surovine (polovica proizvodnje). Leta 1982 so imeli pri izvozu predvsem na zahod, ker niso dobili delov iz uvoza, kar so dotlej reševali z jemanjem delov z mehanizacije za domači trg. Težave jim je povzročil tudi IMV Novo Mesto, ki jim kljub plačilu ni dobavil kombijev, na katere je Riko montiral letališko opremo. Leta 1985 je imel Riko čez sto ljudi z višjo izobrazbo v razvojnem oddelku, torej desetino vseh zaposlenih. Sodeloval je s fakultetama za elektrotehniko in strojništvo. Z inštitutom Jožef Štefan je razvijal robote, za katere pa ni bilo možnosti, da bi se kmalu uveljavili, saj so bili predragi.
Izvažal je v Jugoslavijo in dežele v razvoju. V Irak je parkrat izvozil nakladalnike za traktorje, tja je izvažal tudi stroje za obiranje datljev, ki jih je prodajal tudi v Iran. Leta 1982 je v Egipt prodal stroje za čiščenje rečnih kanalov. Za potrebe Zimske olimpiade 1984 v Sarajevu je bosanskemu SOZD-u Putevi prodal posipalce soli, snežne pluge in traktorske posipalce. Vložil je 20 milijonov dinarjev v orodjarno Kovinoplastike iz Loža. Med drugim je imel TOZD Rikostroj in TOZD Ricomag. Leta 1986 je dobil šesti proizvodni TOZD, Mašinstvo v Tesliču v BiH. V Moskvi je imel lastno predstavništvo.
Direktor Stanislav Škrabec je razmišljal o Saudovi Arabiji, Sudanu in Egiptu ter o inženirjih, ki bi znali arabsko in angleško. V podjetju je želel imeti sociologe in psihologe po zahodnonemškem zgledu. Titovo priljubljenost v tretjem svetu je videl kot premalo izkoriščeno prednost. Leta 1984 je dobil nagrado Borisa Kraigherja za najuspešnejšega slovenskega gospodarstvenika, za izjemne uspehe v prejšnjih 15 letih (število zaposlenih je naraslo iz 135 na 800-900).
Konec osemdesetih je Riko v pričakovanju slabših možnosti za klirinški izvoz, ki bi mu zaprle pot na vzhod, začel izvažati v zahodne države (ZDA, Kanada, Italija in Nizozemska), ki pa niso priznavale visokih stroškov proizvodnje. France Šilc iz Rikostroja je takrat povedal, da za avtomatiko in robotiko v Jugoslaviji ni zanimanja, znanja in strokovnjakov, zato zaostaja za svetom.

##### Kultura in vrednote NOB
Leta 1982 je Riko izdelal železen spomenik Aladarja Zaharijaša ob 900. obletnici Ribnice, ki so ga postavili med novo trgovsko hišo in hotelom. Istega leta je delovni kolektiv Rika dobil občinsko urbanovo nagrado za prenašanje vrednost NOB na mlade in za kulturno udejstvovanje. Bil je namreč pokrovitelj noneta Vitra, kvarteta Vre, pevskega tabora v Šentvidu in delavske godbe Ribnica. Sodeloval je tudi z organizacijo ZZB pri odkrivanju in urejanju partizanske bolnišnice Ogenjca, ureditvi obeležja v Jelenovem Žlebu, postavljanju skulptur Kurirček in Ribniška pesem, postavitvi spomenika Šercerjevi brigadi v Grčaricah, postavitvi spomenika padlim v Dolenji vasi in pri dotedanjih ribniških kolonijah Janko Trošt.

#### 90. leta
Leta 1991 je Riko imel težave z vojnim stanjem, trg v Jugoslaviji se mu je sesul. Ker je bila Sovjetska zveza bolj naklonjena Srbiji, kot Sloveniji, se je srbskih posrednikov želel rešiti z ustanovitvijo skupnega podjetja s Sovjetsko zvezo. Težave so vodile do delavskih protestov leta 1992, zaradi katerih je odšel direktor Stanislav Škrabec, ki je že planiral odhod v pokoj. Leta 1993 je podjetje šlo v stečaj. Izgubil je namreč devet desetin trga, dobavljali so mu nekvalitetne surovine in polizdelke ter ni imel strokovnjakov.
Leta 1995 je o njegovem nakupu razmišljala Kovinoplastika iz Loža. Leta 1997 je bilo prodano za manj kot četrtino prvotne ocene vrednosti.

##### Očitki vodstvu ob stečaju
Ko je Riko potonil, so delavci zahtevali kazenski pregon vodstva in pregled poslovanja od leta 1985 naprej. Domnevno avtokratski način vodenja Stanislava Škrabca naj bi bil kriv za to, da podjetje ni imelo primernega vodilnega in strokovnega kadra, predvsem s področja trženja.

## Očitki o korupciji
Leta 2006 so se v medijih pojavile trditve, da so, lastnika podjetja Riko, Janez Škrabec in Jozo Dragan ter Andrej Lovšin, nekdanji vodja Intereurope, dvigovali denar z računa v Liechensteinu, kamor je Intereuropa nakazovala denar za nakup zemljišč za logistični terminal Čehov v Rusiji. Terminal bi gradil prav Riko, zaradi česar naj bi imel Škrabec največjo korist, vendar ga tožilstvo ni ničesar obdolžilo, saj za to ni imelo utemeljenega suma. Na zatožno klop je postavilo le Lovšina. Leta 2007 je Intereuropa sklenila pogodbo s podjetjem Riko-MAŠ, katerega lastnika sta tudi bila Škrabec in Dragan. Neuspeli projekt je bil nekajkrat preplačan.
Pri pogodbi z ljubljansko mestno občino o nadgradnji ljubljanske centralne čistilne naprave naj bi Riko z aneksi namerno napihoval ceno, tudi sama občina naj bi bila krivec, saj je sprejela pomanjkljivo pogodbo.
Tomaž Seljak je v zapisu na portalplus.si protestiral proti Cerarjevi in Šarčevi vladi, saj za širitev mreže COBISS niso dobili državne pomoči, medtem ko je Riko dobil pomoč za posle v Makedoniji in Ukrajini, še prej pa za komunalno čistilno napravo v Skopju.

## Poslovanje Rika v Rusiji in Belorusiji
Janez Škrabec je bil od leta 2016 do 2021 častni konzul Belorusije v Sloveniji. V Belorusiji je bila sprožena preiskava zoper namestnika ministra za energijo Mihaila Mihadjuka po tem ko je ta po 18 letih odstopil decembra 2023. Preiskava je Riko obtožila podkupovanja Mihadjuka pri izbiri za gradnjo transformatorskih postaj. Mihadjuk je na sojenju priznal, da ga je Riko podkupil z 35 tisoč evri, za kar je prejel 6 let v delovnem taborišču in 11 tisoč evrov kazni. Riko ni bil kaznovan, saj ni bila dokazana neposredna vpletenost. Slovenski portal Oštro je izpostavil direktorja predstavništva Rika v Belorusiji, srbskega državljana Živorada Smiljkovića, katerega snaha je imela stanovanje v isti stavbi kot Mihadjuk. Riko je zanikal podkupovanje.
Po ruski invaziji na Ukrajino leta 2022 Riko kljub mednarodnim sankcijam in obsodbam agresije v nasprotju z mnogimi podjetji ni prekinil poslovanja v Rusiji. Direktor Janez Škrabec je nasprotovanje končanju poslovanja v Rusiji zagovarjal z izjavo, da je »ruska zgodovina zapletena, a ni razlog za prekinitev poslov« in potegnil primerjave z gospodarskim sodelovanjem po porazu nacistične Nemčije in Srbije. V sporočilu za javnost je podjetje obsodilo invazijo in sporočilo, da sodelujejo pri pomoči sodelavcem iz Kijeva, hkrati pa izpostavilo, da so velik podpornik kulturnega in gospodarskega sodelovanja med Slovenijo in Rusijo, slednja je direktorju Škrabcu zato tudi podelila odlikovanje. Na vprašanja o vrnitvi takih odlikovanj, kot so to storili mnogi Slovenci, direktor ni želel odgovoriti in kot en redkih se je po 2022 udeleževal okrnjenih dogodkov ob ruski kapelici. Riko je ohranil poslovanje tudi v Belorusiji, iz katere je Rusija napadla Ukrajino, direktor Škrabec pa je zaposlene v Minsku izpostavil za »dragocene za jutrišnje ukrajinske posle«.
Pred rusko invazijo je Belorusija predstavljala večino prihodkov Rika (v povprečju 112,5 mio. evrov letno). Belorusija je bila leta 2022 močno sankcionirana zaradi kršitev človekovih pravic, političnih represij in vpletenosti v rusko vojno proti Ukrajini. Po tem je Riko poročal, da največ prihodkov ustvarijo v Sloveniji (povprečno 196,2 mio. letno).
Riko je po podatkih ruskih carin leta 2022 kršil EU sankcije proti Rusiji z uvozom sankcioniranega blaga. S kršitvami je nadaljeval leta 2023, ko je preko beloruskega podjetja Riko-Techcenter (v 99% lastništvu Rika) v Rusijo uvažal rezkalne stroje in drugo blago. Riko je na obtožbe odgovarjal, da » Riko-Techcenter deluje samostojno« in da »upoštevajo vse omejitvene ukrepe EU«.

## Sponzorstvo

### Šport
- Rokometno društvo Riko Ribnica[62]
- Triatlon klub Inles Riko Ribnica[63]

### Umetnost
- Nagrada vilenica na 29. mednarodnem literarnem festivalu Vilenica leta 2014[64]
- Gostovanje SNG Drame Ljubljana na festivalu v Belorusiji leta 2016[65]

## Gradbeni projekti
- Slovenski paviljon na razstavi Expo 2021 v Dubaju[66]

## Nagrade in priznanja
- 2013: Naj zaposlovalec med srednje velikimi podjetji v okviru Dnevnikovega projekta Zlata Nit[67][68]